# فهرست شهرهای استونی

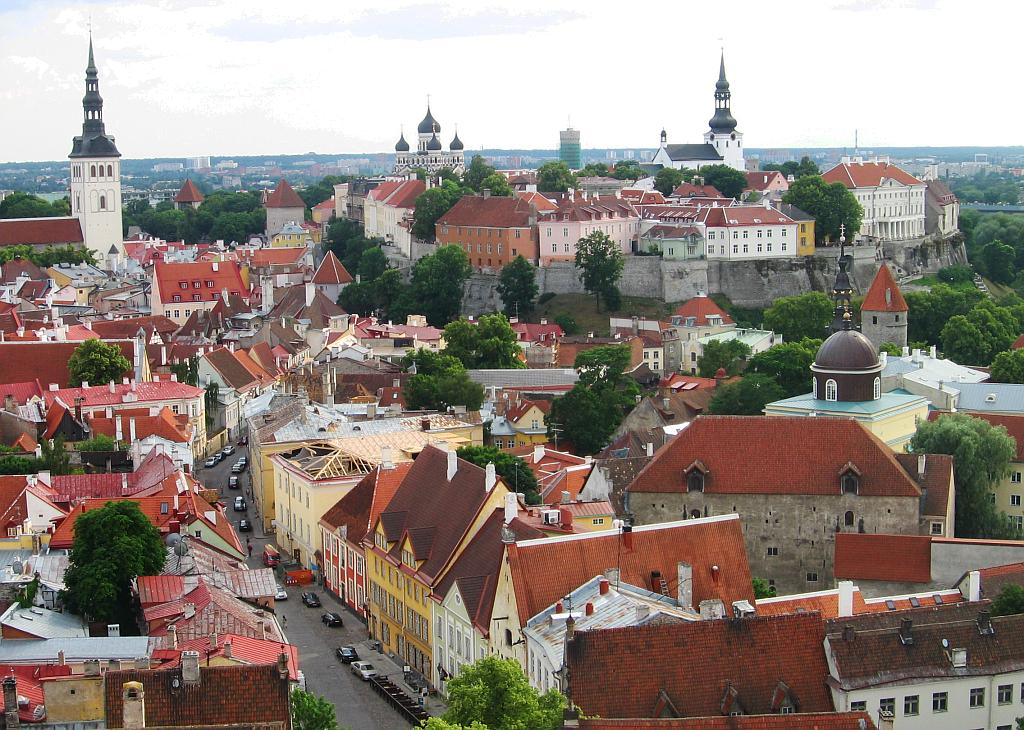
تالین

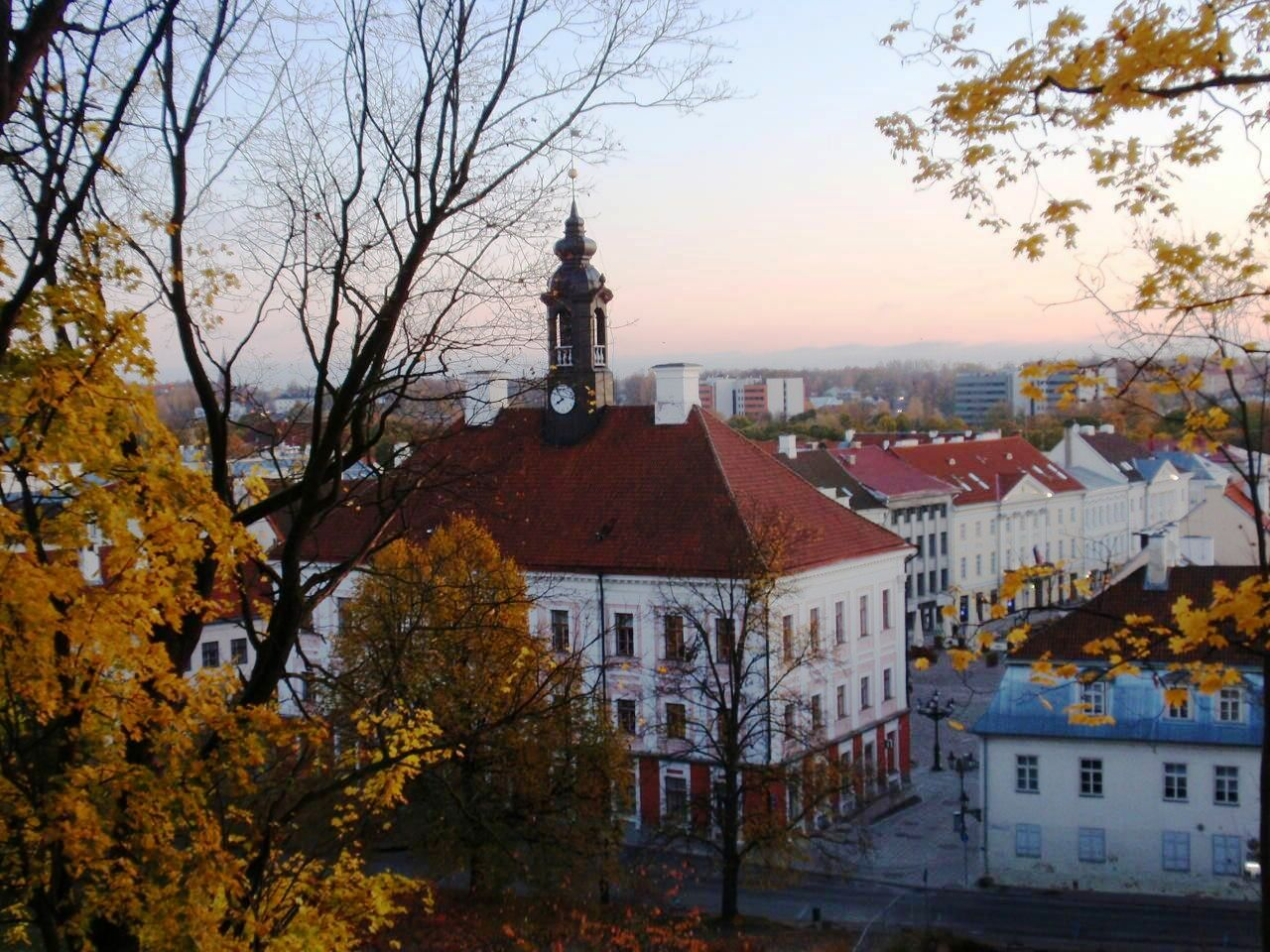
تارتو

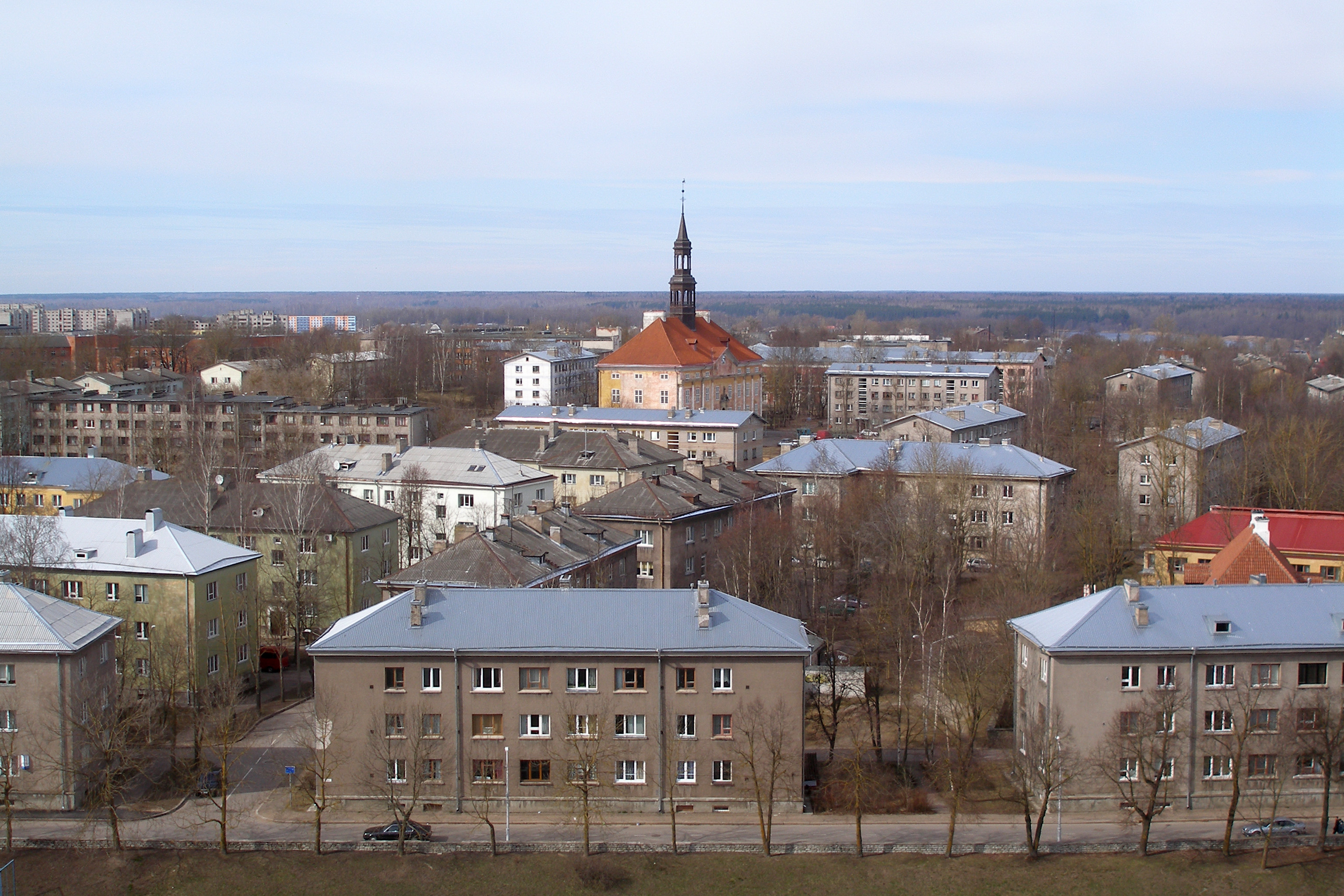
ناروا

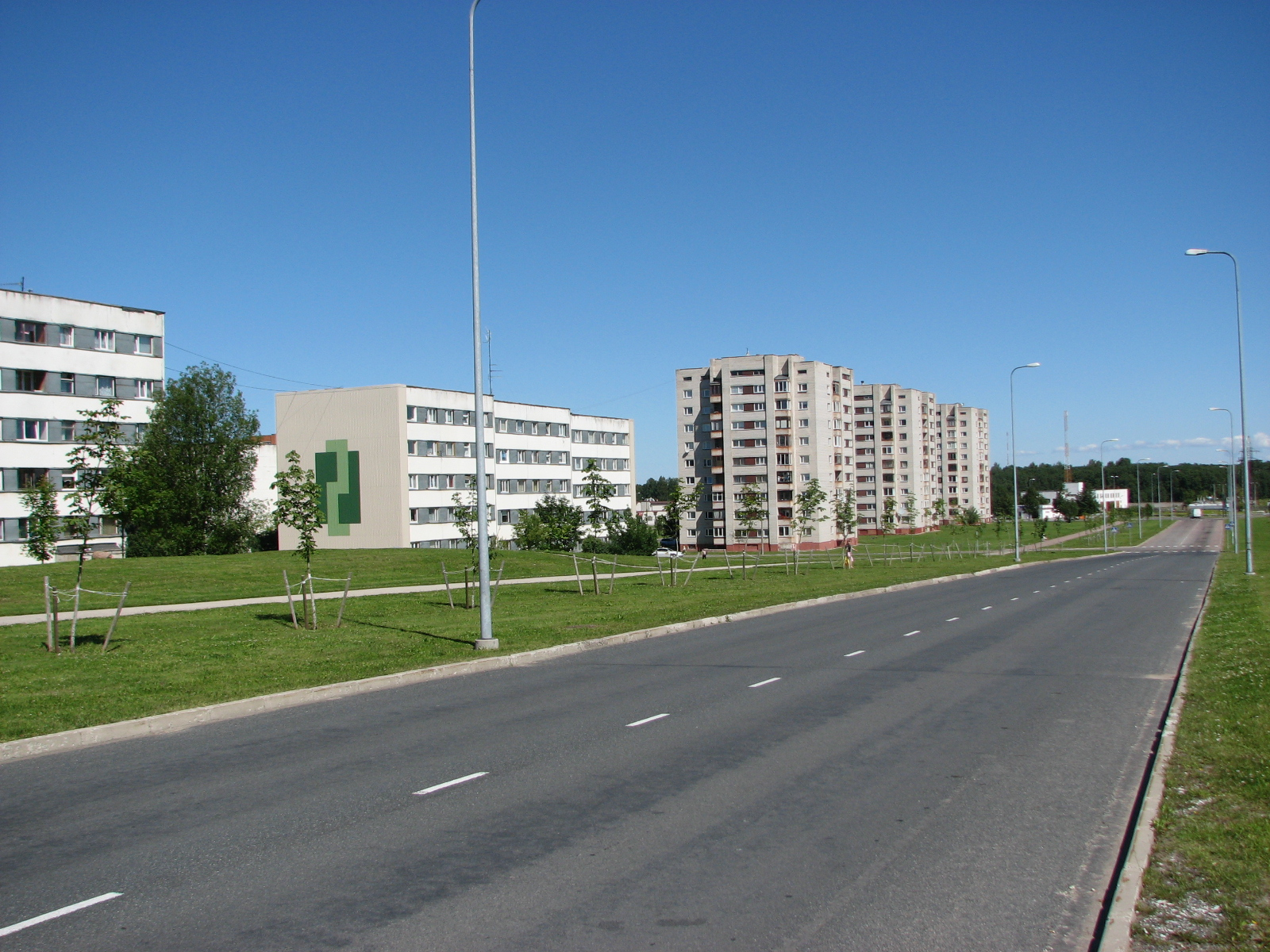
کوتلا-یاروه

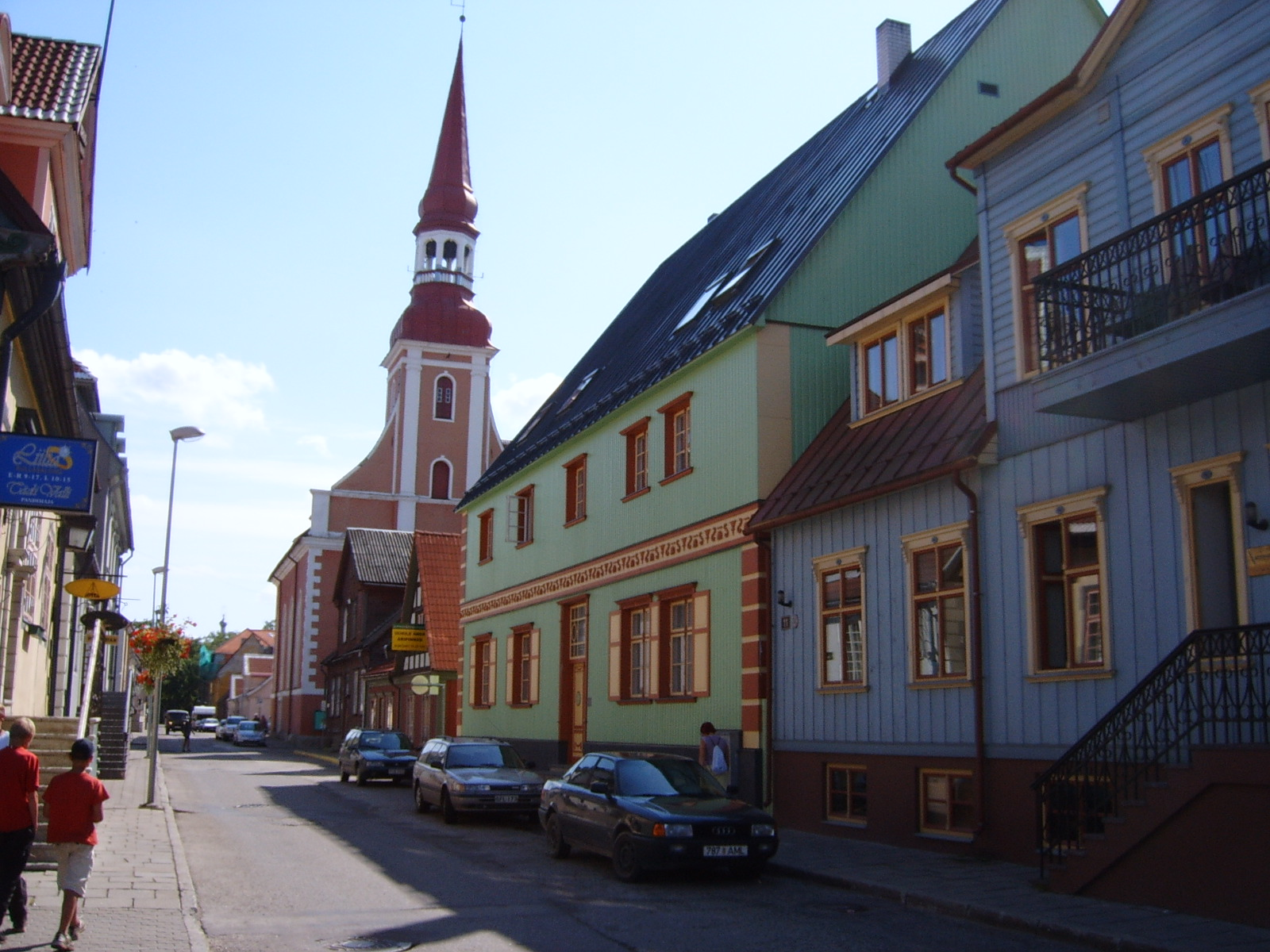
پارنو

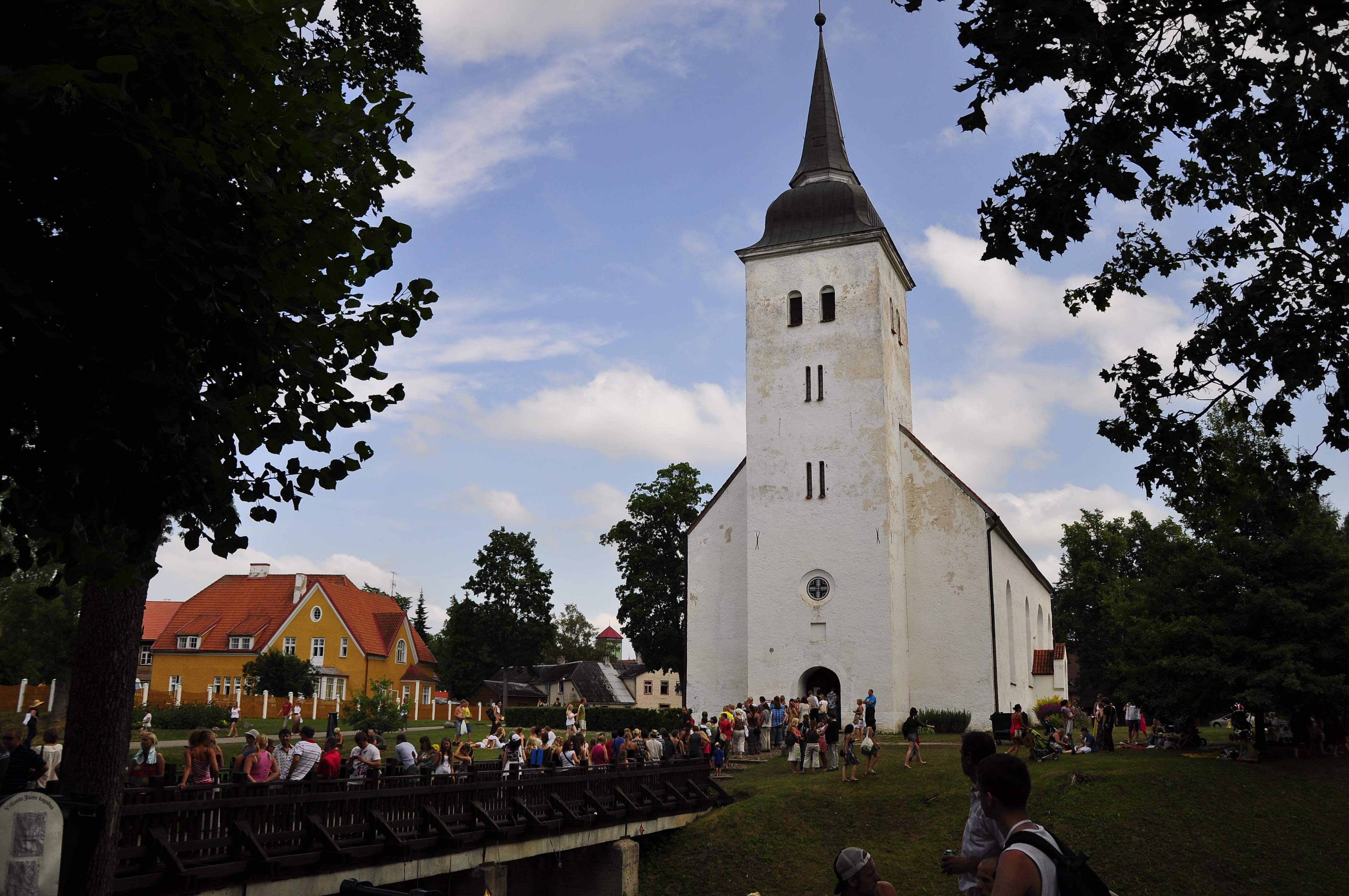
ویلیاندی

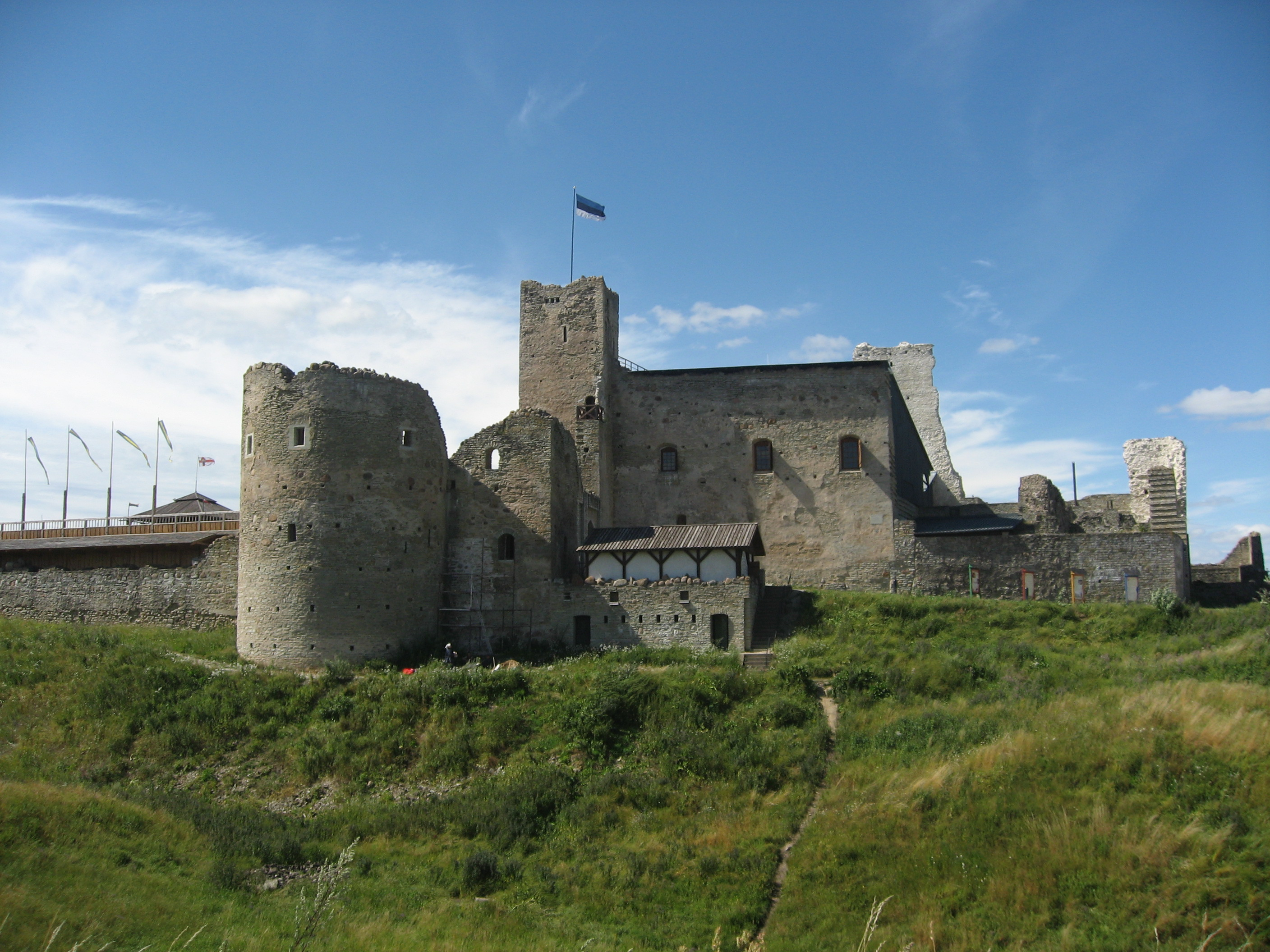
راکوره

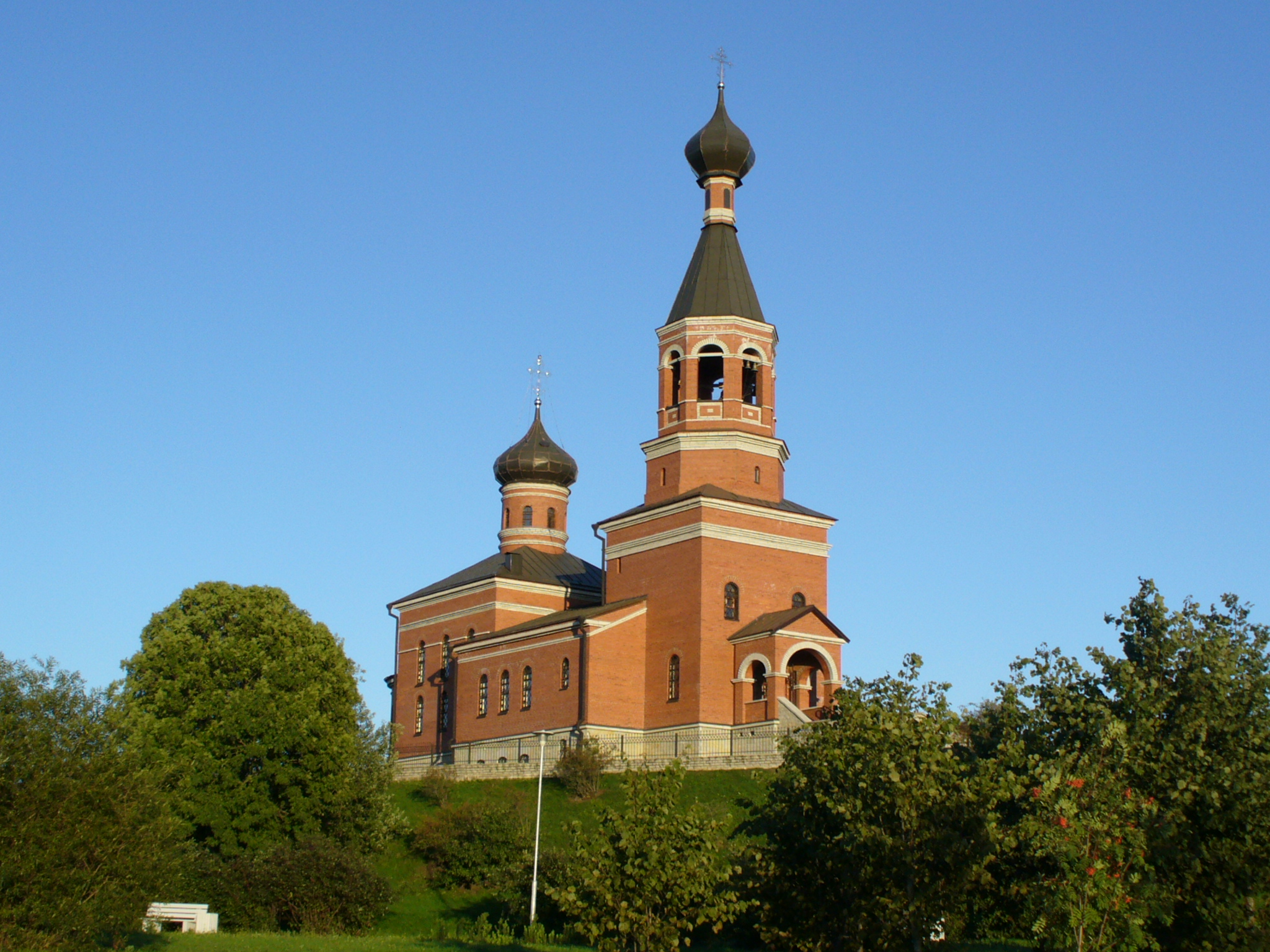
ماردو

فهرست شهرهای استونی
| رتبه | شهر           | تاریخ شهر شدن | جمعیت ۱۹۷۹ | جمعیت ۱۹۸۹ | جمعیت ۲۰۰۰ | جمعیت ۲۰۱۰ | کشور (Maakond)    |
| ---- | ------------- | ------------- | ---------- | ---------- | ---------- | ---------- | ----------------- |
| ۱.   | تالین         | ۱۲۴۸          | ۴۴۱۸۰۰     | ۴۷۸۹۷۴     | ۴۰۰۷۸۱     | ۳۹۹۳۴۰     | شهرستان هاریو     |
| ۲.   | تارتو         | قرن سیزدهم    | ۱۰۴۳۸۱     | ۱۱۳۴۲۰     | ۱۰۱۲۴۱     | ۱۰۳۲۸۴     | شهرستان تارتو     |
| ۳.   | نوروا         | ۱۳۴۵          | ۷۵۹۰۹      | ۸۱۲۲۱      | ۶۸۸۱۲      | ۶۵۸۸۱      | شهرستان ایدا-ویرو |
| ۴.   | کوتلا-یاروه   | ۱۹۴۶          | ۸۷۴۷۲      | ۶۲۰۵۹      | ۴۷۷۹۷      | ۴۴۴۹۲      | شهرستان ایدا-ویرو |
| ۵.   | پارنو         | ۱۳۱۸          | ۵۴۰۵۱      | ۵۲۳۸۹      | ۴۵۵۹۱      | ۴۴۰۸۳      | شهرستان پارنو     |
| ۶.   | ویلیاندی      | ۱۲۸۳          | ۲۲۳۶۸      | ۲۳۰۸۰      | ۲۰۸۰۰      | ۱۹۹۶۳      | شهرستان ویلیاندی  |
| ۷.   | راکوره        | ۱۳۰۲          | ۱۹۰۱۱      | ۱۹۸۲۲      | ۱۷۱۲۰      | ۱۶۵۸۰      | شهرستان لنه-ویرو  |
| ۸.   | ماردو         | ۱۹۸۰          | ?          | ۱۶۰۵۲      | ۱۶۷۳۳      | ۱۶۵۲۹      | شهرستان هاریو     |
| ۹.   | سیلامائه      | ۱۹۵۷          | ۱۶۱۵۷      | ۲۰۵۶۱      | ۱۷۲۳۲      | ۱۶۱۸۳      | شهرستان ایدا-ویرو |
| ۱۰.  | کورساره       | ۱۵۶۳          | ۱۴۲۰۷      | ۱۶۱۶۶      | ۱۴۹۲۲      | ۱۴۹۷۷      | شهرستان ساره      |
| ۱۱.  | وورو          | ۱۷۸۴          | ۱۶۷۶۷      | ۱۷۴۹۶      | ۱۴۹۰۵      | ۱۴۳۷۶      | شهرستان وورو      |
| ۱۲.  | والگا         | ۱۵۸۴          | ۱۸۴۷۴      | ۱۷۷۲۲      | ۱۴۳۵۲      | ۱۳۶۹۲      | شهرستان والگا     |
| ۱۳.  | هاپسالو       | ۱۲۷۹          | ۱۳۰۳۵      | ۱۴۶۱۷      | ۱۲۰۵۸      | ۱۱۶۱۸      | شهرستان لنه       |
| ۱۴.  | یووی*         | ۱۹۳۸          | ?          | ۱۵۶۰۷      | ۱۲۱۵۳      | ۱۱۰۸۸      | شهرستان ایدا-ویرو |
| ۱۵.  | پایده         | ۱۲۹۱          | ۹۶۴۱       | ۱۰۸۴۹      | ۹۶۴۷       | ۹۷۶۱       | شهرستان یروا      |
| ۱۶.  | کیلا          | ۱۹۳۸          | ۷۱۹۴       | ۱۰۰۷۲      | ۹۴۰۹       | ۹۴۳۰       | شهرستان هاریو     |
| ۱۷.  | کیویولی       | ۱۹۴۶          | ۱۱۰۵۰      | ۱۰۳۹۰      | ۷۴۳۵       | ۶۶۰۶       | شهرستان ایدا-ویرو |
| ۱۸.  | تاپا*         | ۱۹۲۶          | ۱۰۸۵۱      | ۱۰۴۳۹      | ۶۷۹۹       | ۶۳۷۱       | شهرستان لنه-ویرو  |
| ۱۹.  | پولوا         | ۱۹۹۳          | ?          | ۷۰۳۸       | ۶۴۶۱       | ۶۵۵۴       | شهرستان پولوا     |
| ۲۰.  | یوگوا         | ۱۹۳۸          | ۵۲۸۹       | ۷۰۳۵       | ۶۴۳۰       | ۶۳۲۲       | شهرستان یوگوا     |
| ۲۱.  | توری*         | ۱۹۲۶          | ۶۶۲۶       | ۶۸۶۲       | ۶۳۳۰       | ۵۹۷۲       | شهرستان یروا      |
| ۲۲.  | الوا          | ۱۹۳۸          | ۶۳۵۸       | ۶۳۲۵       | ۶۰۲۹       | ۵۷۶۲       | شهرستان تارتو     |
| ۲۳.  | رپلا*         | ۱۹۹۳          | ۵۵۹۹       | ۶۲۷۱       | ۵۷۷۴       | ۵۶۳۰       | شهرستان راپلا     |
| ۲۴.  | سائو          | ۱۹۹۳          | ?          | ۴۳۹۵       | ۴۹۵۹       | ۵۲۴۱       | شهرستان هاریو     |
| ۲۵.  | پولتساما      | ۱۹۲۶          | ۴۸۹۳       | ۵۲۰۷       | ۴۸۵۸       | ۴۶۴۲       | شهرستان یوگوا     |
| ۲۶.  | پالدیسکی      | ۱۷۸۳          | ۷۳۱۱       | ۷۶۹۰       | ۴۲۶۱       | ۴۱۲۵       | شهرستان هاریو     |
| ۲۷.  | سیندی         | ۱۹۳۸          | ۴۴۲۸       | ۴۵۴۸       | ۴۱۸۶       | ۳۹۷۹       | شهرستان پارنو     |
| ۲۸.  | کوندا         | ۱۹۳۸          | ۴۸۲۸       | ۵۰۳۷       | ۳۸۹۶       | ۳۶۶۹       | شهرستان لنه-ویرو  |
| ۲۹.  | کاردلا        | ۱۹۳۸          | ۳۴۲۶       | ۴۱۳۹       | ۳۷۷۵       | ۳۶۳۴       | شهرستان هیو       |
| ۳۰.  | لوکزا         | ۱۹۹۳          | ?          | ۴۳۱۵       | ۳۴۹۳       | ۳۴۰۳       | شهرستان هاریو     |
| ۳۱.  | توروا         | ۱۹۲۶          | ۳۱۵۷       | ۳۵۴۶       | ۳۲۰۹       | ۳۰۹۹       | شهرستان والگا     |
| ۳۲.  | کهرا*         | ۱۹۹۳          | ۳۶۷۹       | ۴۰۵۳       | ۳۲۲۸       | ۳۰۹۸       | شهرستان هاریو     |
| ۳۳.  | رپینا*        | ۱۹۹۳          | ۳۲۴۷       | ۳۴۸۸       | ۲۹۶۸       | ۲۸۵۲       | شهرستان پولوا     |
| ۳۴.  | ناروا-جوئسو   | ۱۹۹۳          | ۳۱۳۵       | ۳۷۵۴       | ۲۹۹۷       | ۲۶۰۲       | شهرستان ایدا-ویرو |
| ۳۵.  | تامسالو*      | ۱۹۹۳          | ?          | ۲۹۷۸       | ۲۶۱۵       | ۲۵۲۲       | شهرستان لنه-ویرو  |
| ۳۶.  | کیلینگی-نومه* | ۱۹۳۸          | ۲۵۰۷       | ۲۵۰۴       | ۲۲۲۶       | ۲۰۸۲       | شهرستان پارنو     |
| ۳۷.  | اوتپا*        | ۱۹۳۶          | ۲۲۸۹       | ۲۴۲۴       | ۲۲۱۹       | ۲۰۷۷       | شهرستان والگا     |
| ۳۸.  | کارکسی-نویا*  | ۱۹۹۳          | ?          | ?          | ۱۹۹۳       | ۱۹۴۲       | شهرستان ویلیاندی  |
| ۳۹.  | پوسی          | ۱۹۹۳          | ۱۸۶۹       | ۲۵۳۲       | ۱۸۷۴       | ۱۸۰۲       | شهرستان ایدا-ویرو |
| ۴۰.  | موستوی        | ۱۹۳۸          | ?          | ۱۹۹۴       | ۱۷۵۶       | ۱۵۹۲       | شهرستان یوگوا     |
| ۴۱.  | ووهما         | ۱۹۹۳          | ?          | ۱۹۸۳       | ۱۵۹۹       | ۱۴۹۳       | شهرستان ویلیاندی  |
| ۴۲.  | لیهولا*       | ۱۹۹۳          | ۱۶۲۴       | ۱۸۷۲       | ۱۴۹۹       | ۱۴۰۴       | شهرستان لنه       |
| ۴۳.  | آنتسلا*       | ۱۹۳۸          | ۱۹۵۲       | ۱۶۸۸       | ۱۵۵۲       | ۱۳۸۶       | شهرستان وورو      |
| ۴۴.  | آبیا-پالوایا* | ۱۹۹۳          | ?          | ?          | ۱۴۲۲       | ۱۳۱۷       | شهرستان ویلیاندی  |
| ۴۵.  | سوره-یانی*    | ۱۹۳۸          | ۱۶۵۳       | ۱۵۰۳       | ۱۳۲۷       | ۱۲۲۳       | شهرستان ویلیاندی  |
| ۴۶.  | کالاسته       | ۱۹۳۸          | ?          | ۱۳۶۱       | ۱۲۱۹       | ۱۱۱۵       | شهرستان تارتو     |
| ۴۷.  | مویساکولا     | ۱۹۳۸          | ?          | ۱۳۴۹       | ۱۱۶۹       | ۱۰۱۳       | شهرستان ویلیاندی  |

* the town does not constitute its own municipality, but has instead united with a Municipalities of Estonia.